# 煮え渕ポットホール
煮え渕ポットホール（にえぶちポットホール）は、愛知県東栄町の大千瀬川上流にある甌穴群。1988年（昭和63年）に愛知県の天然記念物に指定されている。

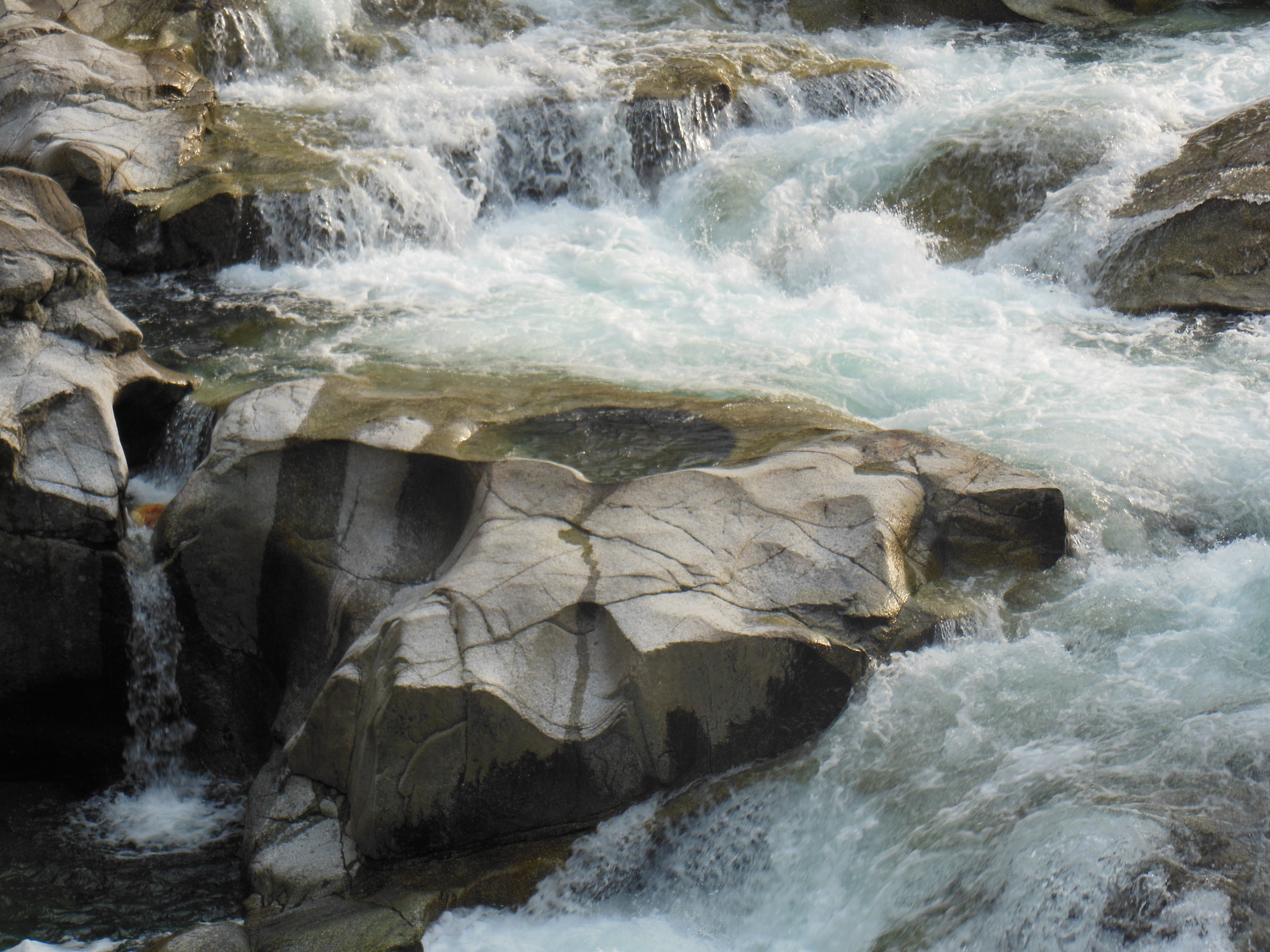
甌穴

## 概要
約1億年前の領家帯の花崗岩活動期に生成された岩盤上に約20個のポットホールが発達している。ポットホールとしては愛知県で初めての指定であり、下流の預り渕ポットホールと同時に指定された。

## 交通
- JR東海飯田線東栄駅から町営バス東栄線「東栄駅前」→町営バス東薗目線「煮え渕」
- 東名高速道路 豊川IC→国道151号→国道473号